# الفرقة الانتحارية (فلم 2021)
الفرقة الانتحارية 2 أو الفرقة الانتحارية (بالإنجليزية: The Suicide Squad) هو فيلم أبطال خارقين أمريكي صدر في 6 أغسطس 2021. الفيلم هو تتمة لفيلم الفرقة الانتحارية (2016)، وهُو من بطولة كل من مارجو روبي وفيولا ديفيس وجويل كينمان.
تم أختيار جيمس غان في أكتوبر 2018 لكتابة وإخراج فيلم فرقة انتحارية جديد. قرر غان أن تكون قصة الفيلم مستقل عن سابقه مع شخصيات جديدة رغم عودة بعض الشخصيات القديمة. بدأ تصوير الفيلم في أتلانتا، جورجيا في سبتمبر 2019 وانتهى في بنما في فبراير 2020.
عرض الفيلم في 30 يوليو 2021 في دور العرض وعلى إتش بي أو ماكس. تلقى الفرقة الانتحارية مراجعة إيجابية من النقاد حيث وجده الكثيرون أنه يمثل تحسنًا كبيرًا عن سابقه. وحقق أكثر من 167 مليون دولار مقابل ميزانية ب 185 مليون دولار حيث اعتبر خيبة أمل ومن المقرر عرض مسلسل مشتق من الفيلم بعنوان صانع السلام من بطولة جون سينا في يناير 2022 على إتش بي أو ماكس.

## طاقم التمثيل
- مارجوت روبي: (هارلي كوين)
- جويل كينمان: (ريك فلاغ)
- فيولا ديفيس: (أماندا والر)
- جاي كورتني: (كابتن بوميرانغ)
- جون سينا (بيس ماكر)

## روابط خارجية
- مقالات تستعمل روابط فنية بلا صلة مع ويكي بيانات